# Linden (Metro de Chicago)
Linden es una estación en la línea Púrpura del Metro de Chicago. La estación se encuentra localizada en 349 Linden Avenue en Chicago, Illinois. La estación Linden fue inaugurada el 2 de abril de 1912.  La Autoridad de Tránsito de Chicago es la encargada por el mantenimiento y administración de la estación.

## Descripción
La estación Linden cuenta con 1 plataforma central y 2 vías. 

## Conexiones
La estación es abastecida por las siguientes conexiones: 
- Rutas del CTA Buses: #421 Wilmette Avenue #422 Linden CTA/Glenview/Northbrook Court #423 Linden CTA-The Glen-Harlem CTA